# EXODUS
EXODUS是宇多田光以Utada的名義發表的首張英文專輯，分别在2004年9月8日和10月5日於日本和美國發行。本作相較於之前的三張日文專輯，曲風可謂轉換甚大。

## 概要
- 本作為宇多田光成名後首次嘗試打開美國市場的作品。
- 本專輯日本版中所有的官方日文翻譯是由新谷洋子完成，只有"Animato"一曲是由宇多田光本人完成。她表示該曲中有些東西是必須要自己來翻譯才能完全傳達給聽眾的，並在訪談中提到過這是本作中她個人最喜歡的曲子。

## 榜單成績
- 本作以首周523,761張的銷量空降日本專輯榜的冠軍位置，打破瑪麗亞·凱莉的《Daydream》在1995年創下的英語原創專輯的最高初動紀錄[1]。日本累積銷量107萬，為2004年日本專輯年度第6位，獲日本唱片協會認證為百萬唱片。
- 於美國方面，本作僅登上了告示牌新人榜第5位以及告示牌二百強專輯榜160位，累計銷量5.5萬張，銷售成績不甚理想。

## 單曲
- 《Easy Breezy》為專輯首波單曲，於2004年8月3日發行。本作在美國以數碼下載形式發行，另外還有電台宣傳版本。雖然本曲獲得不俗的樂評，但並未登上美國任何的單曲排行榜。在日本則發行了DVD版本，並作為本人演出的Nintendo DS系列廣告主題曲。音樂錄像帶有多個場景，包括游池，她的臥室和汽車，故事內容是表達她在慶祝分手後的自由。
- 《Devil Inside》為專輯第二張單曲，於2004年9月14日發行。本作在美國分別以CD與數碼下載形式發行，並未拍攝音樂影像帶。本曲發售後最高登上了告示牌舞曲排行榜冠軍位置，而在西方舞廳也常可聽到這首曲子，算是成功之作。
- 《Exodus '04》為專輯第三張單曲，於2005年6月21日發行。本作在美國分別以CD與數碼下載形式發行，與《Devil Inside》一樣並未拍攝音樂影像帶。發售後最高登上告示牌舞曲排行榜第24名。
- 《You Make Me Want To Be A Man》為專輯第四張單曲，於2005年10月17日發行。本作在英國以分別以CD與數碼下載形式發行，發售後最高登上了英國單曲排行榜第227名。

## 曲目
本專輯中的歌曲大部分由Utada本人完成，除"Exodus '04"、"Let Me Give You My Love"是與Timbaland共作，"Wonder 'Bout"由Timbaland混音。
| 曲序 | 曲目                         | 时长 |
| ---- | ---------------------------- | ---- |
| 1.   | Opening                      | 1:50 |
| 2.   | Devil Inside                 | 3:58 |
| 3.   | Exodus '04                   | 4:32 |
| 4.   | The Workout                  | 4:00 |
| 5.   | Easy Breezy                  | 4:03 |
| 6.   | Tippy Toe                    | 4:14 |
| 7.   | Hotel Lobby                  | 4:30 |
| 8.   | Animato                      | 4:31 |
| 9.   | Crossover Interlude          | 1:17 |
| 10.  | Kremlin Dusk                 | 5:13 |
| 11.  | You Make Me Want To Be A Man | 4:37 |
| 12.  | Wonder 'Bout                 | 3:47 |
| 13.  | Let Me Give You My Love      | 3:37 |
| 14.  | About Me                     | 4:00 |

| 英國盤加值曲 | 英國盤加值曲                                         | 英國盤加值曲 |
| 曲序         | 曲目                                                 | 时长         |
| ------------ | ---------------------------------------------------- | ------------ |
| 15.          | You Make Me Want to Be a Man（Bloodshy & Avant Mix） | 4:03         |
| 16.          | You Make Me Want to Be a Man（Junior Jack Mix）      | 6:44         |